# Meridiano 62 E
O meridiano 62 E é um meridiano que, partindo do Polo Norte, atravessa o Oceano Ártico, Europa, Ásia, Oceano Índico, Oceano Antártico, Antártida e chega ao Polo Sul. Forma um círculo máximo com o Meridiano 118 W.
Começando no Polo Norte, o meridiano 62º Este tem os seguintes cruzamentos:
| País, território ou mar | Notas                                                         |
| ----------------------- | ------------------------------------------------------------- |
| Oceano Ártico           |                                                               |
| Rússia                  | Ilha Adelaide e Ilha Frieden, Terra de Francisco José         |
| Oceano Ártico           |                                                               |
| Rússia                  | Ilha Wilczek, Terra de Francisco José                         |
| Mar de Barents          |                                                               |
| Rússia                  | Ilha Severny, Nova Zembla                                     |
| Mar de Kara             |                                                               |
| Rússia                  |                                                               |
| Cazaquistão             |                                                               |
| Rússia                  |                                                               |
| Cazaquistão             |                                                               |
| Uzbequistão             |                                                               |
| Turquemenistão          |                                                               |
| Afeganistão             |                                                               |
| Paquistão               |                                                               |
| Irão                    |                                                               |
| Paquistão               |                                                               |
| Oceano Índico           |                                                               |
| Oceano Antártico        |                                                               |
| Antártida               | Território Antártico Australiano, reivindicado pela Austrália |